# Aeonium viscatum
Aeonium viscatum Webb EX Bolle 1859 es una especie de planta ornamental con hojas carnosas y arrosetadas de la familia Crassulaceae.

## Descripción
Es una planta subarbustiva, densamente ramificada, de hasta 40 centímetros de altura, con hojas suculentas, tallo leñoso y fino con hojas verde-rosado con una señal en forma de triángulo o diamante.
Pertenece al grupo de especies arbustivas ramificadas. Las flores se presentan en panículo, con flores amarillas dispuestas en partidas de 7 a 9, floreciendo desde febrero hasta julio. Las hojas son de pequeño tamaño, arrosetadas, glabras y de textura pegajosa.

## Distribución geográfica
La variedad lindleyi es nativa de las Islas Canarias de Tenerife y la Gomera, aunque la variedad viscatum solo está presente en esta última, más concretamente, crece entre los 100 y 900 metros de altura, sobre rocas secas y riscos, es común y fácil de encontrar.

## Taxonomía
Aeonium viscatum fue descrita por Webb EX Bolle en el año 1859, etimológicamente, viscatum en latín deriva de viscatio, que vendría a significar ¨ viscoso ¨, en referencia a la viscosidad que presentan sus hojas y es característica de esta planta en concreto.